# Hjalte Flagstad
Hjalte Flagstad (født 3. november 1985) er en dansk skuespiller og tv-vært. 
I 2005 blev Flagstad optaget som talent i ungdomsafdelingen på Danmarks Radio. Det var bl.a. folkene bag Drengene fra Angora, der stod for talentværkstedet. Siden da har Hjalte medvirket i en række programmer som tilrettelægger, manuskriptforfatter, vært og skuespiller på DR1, DR2 og DR3. Han er i familie med radioværten Christian Flagstad.
Hjalte Flagstad har blandt andet medvirket i:
- Teatret ved Ringvejen, DR2 (2006) i rollen som Brian
- En lille reminder, DR1 (2006) vært
- Trio Van Gogh, DR2 (2007) i Rollen som Erik Trier
- SPAM, DR1 (2007–2009) vært og i rollen som Goth-praktikanten Bjarke
- Pirat TV (2010)
- Pirat TV på DR2, DR2 (2010-2011) bl.a. i rollen som Just Hernandez
- Gæt engang, DR K (2011-2012) vært
- Dårligt Nyt, DR1 (2012) - reporter
- Revolver, DR3 (2013) - reporter
- Live fra Arkivet, DR3 (2014)
- VERSUS, DR1 (2014-2020)

## Ekstern henvisning
- Hjalte Flagstad på Internet Movie Database (engelsk)
- Hjalte Flagstad på Filmdatabasen